# ロニー・マルティネス
ロニー・マルティネス（Rony Darío Martínez Alméndarez、1987年10月16日 - ）は、ホンジュラスのサッカー選手。元ホンジュラス代表。ポジションはフォワード。

## 来歴
2013年6月にホンジュラス代表でデビュー。翌月の2013 CONCACAFゴールドカップでは初戦・ハイチ戦で開始3分に先制点を決め、チームもベスト4となった。2014 FIFAワールドカップのメンバーにも選出された。2017年までに15試合に出場、2得点をあげた。

## 代表歴

### 出場大会
- ホンジュラス代表
  - 2014 FIFAワールドカップ

### 試合数
- 国際Aマッチ 15試合 2得点（2013年-2017年）[1]

| ホンジュラス代表 | 国際Aマッチ | 国際Aマッチ |
| 年               | 出場        | 得点        |
| ---------------- | ----------- | ----------- |
| 2013             | 6           | 1           |
| 2014             | 5           | 0           |
| 2015             | 0           | 0           |
| 2016             | 2           | 0           |
| 2017             | 2           | 1           |
| 通算             | 15          | 2           |